# Brunnskär (vid Långören, Borgå)
Brunnskär är en ö i Finland. Den ligger i Finska viken och i kommunen Borgå i den ekonomiska regionen  Borgå i landskapet Nyland, i den södra delen av landet. Ön ligger omkring 39 kilometer öster om Helsingfors.
Öns area är 2,4 hektar och dess största längd är 390 meter i sydväst-nordöstlig riktning.